# 沙乡年鉴
《沙乡年鉴》（英語：A Sand County Almanac）或譯作《沙郡年記》，是由美国的生态学家和環境保護主義者奥尔多·利奥波德於1949年所写的一本非小说类书籍。其中描述了利奥波德在威斯康辛州索克县的家周围的土地和他关于发展一种“土地伦理”的思考，在利奥波德因心脏病发作而死后一年，他的儿子盧納·利奧波德把它整理出版了。这本短文合集被视为美国保护运动中划时代的书。
该书印刷超过两百万册，已被译为九种语言。它活跃和改变了环境运动，并促进了作为一门科学的生态学的广泛影响。

## 概述
《沙乡年鉴》是自然历史、以文写景与哲学的结合。也许最使它著名、且定义了他的土地伦理的是下列引文：“当一个事物有助于保护生物共同体的和谐、稳定和美丽的时候，它就是正确的，当它走向反面时，就是错误的。”营养级的概念是“像山那样思考”一节提出的，在其中利奥波德意识到，杀死一只掠食动物——狼，会对生态系统的其余部分产生重大的牵连影响。
在最初的版本中，该书是以真正的“沙乡年鉴”作为开端的，它分为十二节，每节对应一个月。其中有有关植物区系和动物区系对季节作出的反应的轶事与观测，此外还提及了保护的主题。
书的第二部分“随笔——这儿和那儿”探讨加拿大、墨西哥和美国的其他几处荒野，以及保护（或保护的缺乏）是如何影响它们的。
全书以“土地伦理”结尾，其中利奥波德在“生态学意识”一节中深入探究了资源保护。他写道：“资源保护是人和土地之间和谐一致的一种表现。”利奥波德觉得，通常认为需要更多的资源保护教育，然而其分量和内容值得讨论。他相信，土地不是一个被支配的日用品，相反地，人为了不破坏它，必须与地球有相互的尊重。他还提出了这样的思想：人若无野性之处可供徜徉则永无自由。
利奥波德之家——奥尔多·利奥波德的小屋与农场于1978年入选美国国家史迹名册（U.S. National Register of Historic Places）。

## 注解
1. ↑  .   [2009-01-22]. （原始内容存档于2008-05-09）.
2. ↑  奥尔多·利奥波德 （页面存档备份，存于）

## 延伸阅读
- Knight, Richard L. and Suzanne Riedel. 2002. Aldo Leopold and the Ecological Conscience. Oxford University Press. ISBN 0195149440.